# Gaeltacht

Gaeltacht-regio's

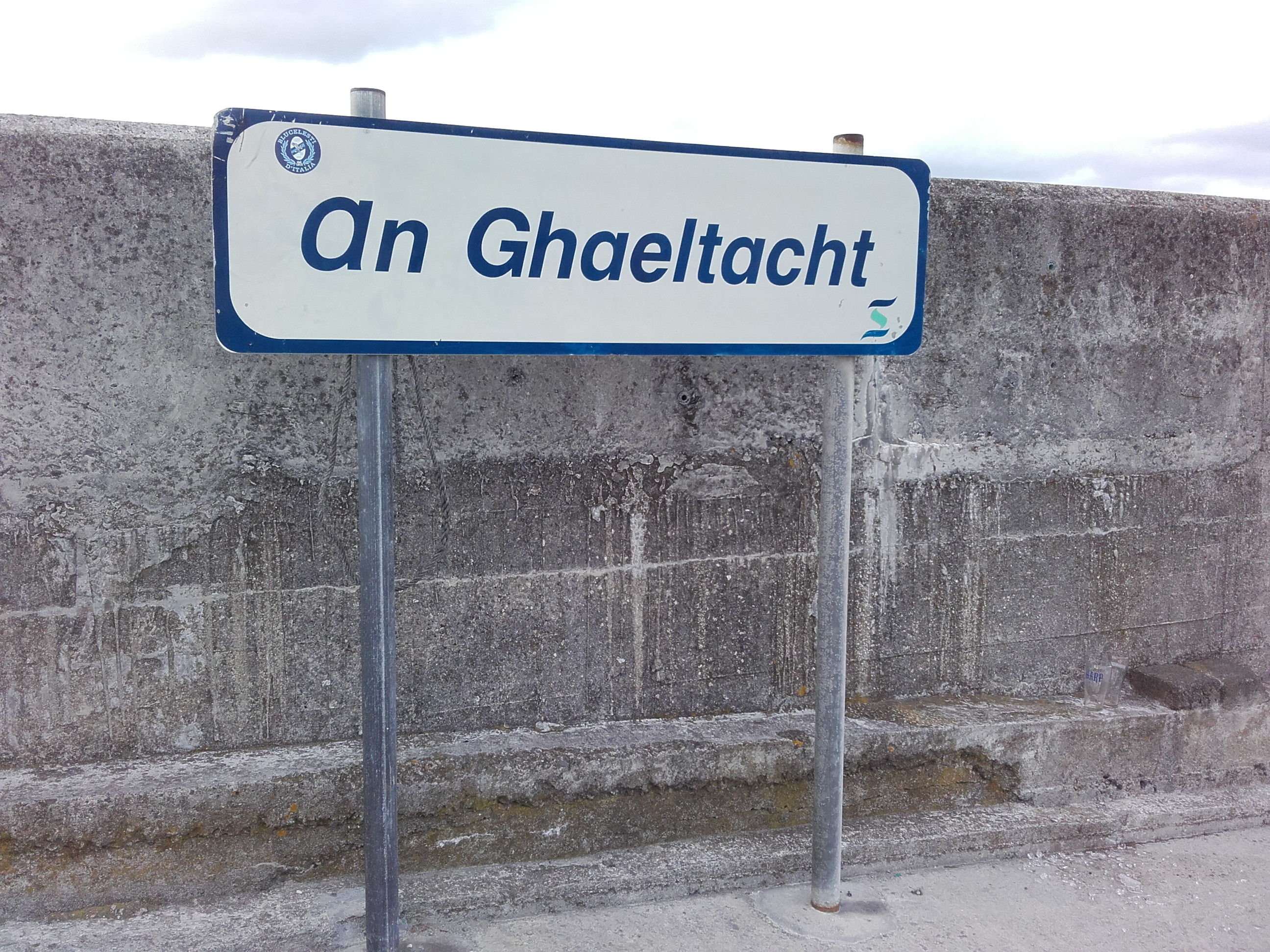

Gaeltacht (meervoud: Gaeltachtaí) is de benaming voor de regio's in Ierland waar Iers de hoofdtaal is. Al deze gebieden worden samen ook de Gaeltacht genoemd - zo bezien is er dus maar één Gaeltacht.
De Gaeltachtaí liggen voornamelijk in het westen van het eiland. De grootste gebieden zijn Connemara in Galway en in Donegal. Kleinere Gaeltachtaí liggen in Kerry, Mayo en Cork. In de oostelijk gelegen graafschappen Waterford en Meath bevinden zich nog een paar heel kleine gebieden. Het zijn allemaal plattelandsgebieden.
De Ierse overheid probeert de economische ontwikkeling van de Gaeltacht-gebieden te bevorderen via een aparte overheidsdienst Údarás na Gaeltachta. Bedrijven die zich in de Gaeltachtaí willen vestigen, en bereid zijn in het bedrijf het Iers als voertaal in te voeren, kunnen forse subsidies krijgen.
In Casla in het graafschap Galway is Raidió na Gaeltachta gevestigd, die alleen in het Iers uitzendt.
Soortgelijke taalgebieden in Schotland voor het Schots-Gaelisch heten Gàidhealtachd, wat qua uitspraak nauwelijks verschil maakt.